# 加蘇山の千本かつら
加蘇山の千本かつら（かそさんのせんぼんかつら）は、栃木県鹿沼市上久我にある加蘇山神社の奥の宮への参道に並んでいる、幹周8.25メートル、樹高37.5メートル、推定樹齢1000年と700年の2本からなる県内最大のカツラの古木である。1957年（昭和32年）8月30日に栃木県の天然記念物に指定された。
主幹はすでに朽ち果てているが、根元から成長したひこばえの2本が主幹に寄り添うような格好で現在の巨樹の姿となっている。地元では昔から「縁結びの千本桂」と言われ、北側の麓にある加蘇山神社の御神木としてあがめられている。
千本かつらのある石裂山周辺は前日光県立自然公園に指定されており、トレッキングコースが整備されている。

## 所在地
- 栃木県鹿沼市上久我3440[2]

## 交通アクセス
鉄道
- 最寄駅はJR東日本日光線鹿沼駅、最寄りのバス停「上久我石裂」行きは1日2本あり所要時間は約50分。

自家用車
- 東北自動車道鹿沼インターチェンジから、国道121号を鹿沼市街地方面へ約10分、市街地から県道14号、240号を西へ約30分。